# Гурве
Гурве́ (порт. Gurué, МФА: [gu.ɾu.ˈɛ]) — місто в Мозамбіку, розташоване в провінції Замбезія.

## Назва
- Гурве́ (порт. Gurué, МФА: [gu.ɾu.ˈɛ][2]) — сучасна назва.
- Ві́ла-Жунке́йру (порт. Vila Junqueiro, МФА: [ˈvi.ɫɐ ʒũ.ˈkɐj.ɾu]) — стара португальська назва у 1959—1975 роках.

## Географія
Центр міста розташовується приблизно за 350 км як від Келімане так і від Нампули, на висоті 704 метрів над рівнем моря.

## Економіка і транспорт
Економіка міста заснована головним чином на чайних плантаціях (90 %); є також кавові плантації, вирощуються фрукти. Найближчий до Герю аеропорт розташований в місті Квамбе.

## Демографія
У 2012 році в місті проживало 127 953 людини.

## Релігія
- Центр Гурвеської діоцезії Католицької церкви.